# Pierre-Corneille Blessebois

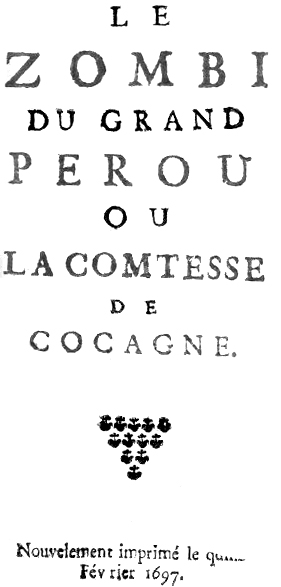
Le Zombi du grand Pérou, ou La comtesse de Cocagne de Pierre-Corneille de Blessebois, 1697

Paul-Alexis Blessebois, dit ultérieurement Pierre-Corneille de Blessebois, né à Verneuil-sur-Avre vers 1646 et mort après 1697, est un écrivain français.

## Biographie
Auteur fort mystérieux que Pierre-Corneille de Blessebois, surnommé le « Casanova du dix-septième siècle », ou encore le « poète-galérien », dont certains érudits ont été jusqu’à nier l’existence, et d’autres à théoriser l’existence de deux Corneille de Blessebois : l’un auteur de tragédies sérieuses, l’autre d'ouvrages licencieux. Le fait qu’on ait publié certains ouvrages sous son nom n’a pas facilité la tâche des bibliophiles. Ses œuvres ont souvent un fort accent autobiographique, fondé sur une vie pour le moins aventureuse.
« Ce n’est pas toutefois, que ma Muse normande
Ne pût, en s’efforçant, cueillir une guirlande… »
Pierre-Corneille est le septième de huit enfants nés de Paul Blessebois, d’Alençon, devenu receveur des tailles de l’élection de Verneuil en 1643, et de Madeleine (ou Julienne) Gaultier de Coutances. Cette dernière élève seule ses enfants après 1657, date de la mort de son mari, tout en continuant d’administrer la recette de la taille et en gérant la manufacture des Fils de France de la ville. Son changement de prénom de « Paul-Alexis » en « Pierre-Corneille » date de 1660, année à laquelle il abjure, probablement plus par intérêt que par conviction profonde, la religion protestante de ses parents.
On ignore la date à laquelle Blessebois doit quitter Verneuil pour la ville paternelle d’Alençon, mais le motif en est connu : ses frasques amoureuses de séducteur à bonnes fortunes lui en ont rendu le séjour impossible. À Alençon il ne mènera pas vie plus vertueuse pour autant, et c’est là que naîtront ses ennuis avec la publication de son premier ouvrage, paru en 1668. Ses Aventures du Parc d’Alençon relatent en effet les aventures galantes de l’auteur, lesquelles égratignent sérieusement la vertu des Alençonnaises et la réputation de ses concurrents malheureux. Ceci lui vaudra de solides inimitiés, dont celle – dangereuse car puissante – d’Hector de Marle, seigneur de Versigny, Intendant de la généralité d'Alençon. Ce dernier aura l’occasion idéale de se venger de Blessebois lorsque, investi de la tâche de vérifier les titres de noblesse à la suite des scandales révélés après l’arrestation de Fouquet, il « oubliera » d’y faire figurer le nom de la famille de Blessebois, avec pour conséquence de la rendre imposable.
Revenu à Verneuil, Blessebois tente, le 30 juillet 1670, de couper l’herbe sous le pied à Hector de Marle en mettant le feu, avec son frère Philippe, à la maison familiale dépositaire des registres de la taille de la ville. Arrêté au moment où il va passer en Angleterre, Blessebois est emprisonné à Alençon le 25 août, cela tandis que De Marle obtient du Conseil du Roi le droit « d’instruire et de juger l’affaire en dernier ressort et sans appel » en lieu et place des officiers de Verneuil.
Le 15 novembre, il est condamné au bannissement perpétuel sous peine de mort, à 500 livres d’amende et à la confiscation de tous ses biens meubles et immeubles. Ne pouvant payer les 500 livres d’amende, Blessebois reste en prison à Alençon ; là, ses nombreuses maîtresses continuent néanmoins de se disputer ses faveurs. Sa mère étant morte à l’été 1671 et, dès lors, sa pension n’étant plus payée, Blessebois doit demander sa relaxe au Présidial d’Alençon afin qu'il lui permette d’accomplir sa peine de bannissement, une requête appuyée par Marthe de Sçay, l'une de ses maîtresses. Requête acceptée le 19 novembre 1671.
De Marle se manifeste à nouveau en « oubliant » cette fois de le faire libérer jusqu’au 24 décembre. Le lendemain, Blessebois se met en chemin et s’arrête à Sées, où l’attend Marthe de Sçay, à laquelle il a promis le mariage. Dans cette ville, Blessebois signe (en ajoutant au passage la particule « de » à son nom) un contrat de mariage avec celle-ci, et empoche au passage 2 580 livres de dot.
Arrivé à Paris, Blessebois s’empresse de mettre Marthe de Sçay dans un bordel, cela moyennant deux pistoles, avant de partir pour la Hollande. Revenue de ses illusions, Marthe de Sçay fait rendre une ordonnance de prise de corps contre son « fiancé » à la Cour du Châtelet. Entre-temps, celui-ci guerroie du côté des Pays-Bas. Puis revient à Paris, à l’été 1672, où il cherche et retrouve Marthe de Sçay. Celle-ci lui fait bonne figure et s’empresse de le faire arrêter.
— N’êtes vous point ce méchant garçon qui avez débauché tant de filles ?
— Non, je suis ce jeune garçon que tant de méchantes filles ont débauché, rétorque-t-il crânement au lieutenant-criminel du Châtelet qui l’interroge.
Blessebois invoque alors, comme motif pour refuser d’épouser sa fiancée malgré le contrat de mariage qu’il a signé, qu’il ne peut épouser une prostituée ; et de citer le séjour de celle-ci au bordel de La Serre pour preuve. Emprisonné, Blessebois tente alors, depuis sa geôle, de faire épouser Marthe de Sçay au frère d’un compagnon d’incarcération, afin d'être libéré de sa promesse de mariage. Mais celle-ci, ayant vu clair dans sa machination, le fait à nouveau écrouer à la Conciergerie le 23 avril 1673, date à partir de laquelle il lui vouera une haine féroce, haine qu’il exhalera dans plusieurs écrits. Ainsi entreprend-il la rédaction du Rut ou la pudeur éteinte, consacré à la traîner dans la boue. Libéré le 26 août 1673, il rédige ensuite les Palmes du Fils de l’homme, ouvrage sur la vie de Jésus, et la tragédie des Soupirs de Sifroi ou l’innocence reconnue, tirée de la légende de la vie de Geneviève de Brabant.
Retourné en Normandie au mépris de sa peine de bannissement, il y tue en juin 1674 M. de Verdin, le mari de l’une de ses maîtresses qui refusait de lui payer le prix promis pour ses faveurs. Cette fois Blessebois s’enfuit en Hollande, et y reprend sa profession de gigolo à La Haye. Il produit également Le Bordel de mademoiselle de Sçay, une tragédie en 3 actes où il exhale sa rancœur contre son ancienne « fiancée ». Une dame hollandaise, Eva van Alphen, lui obtient un poste dans la marine hollandaise au sein de laquelle il se bat contre les Suédois.
Ayant quitté l’uniforme hollandais, il vit quelque temps de sa plume à Leyde avant de retourner en France, entre 1676 et 1677, et y entame l'écriture de La Corneille mademoiselle de Sçay. À bout de ressources, il s’engage bientôt comme dragon dans le régiment de la Bretêche. À nouveau emprisonné pendant quatorze mois pour avoir roué de coups la femme et la fille d’un perruquier parisien, un jour de permission, il s’engage à sa libération dans la marine royale dont il finira par déserter.
Le 14 août 1681, le conseil de guerre de Rochefort le condamne aux galères à perpétuité. Transféré le 22 octobre de l’année suivante au bagne de Marseille, Blessebois est déclaré invalide au bout de trois ans et vendu comme « engagé » aux colons de Guadeloupe, avec défense de le « laisser rentrer en France sous quelque prétexte que ce soit ».
Arrivé à Basse-Terre en mai 1686, Blessebois est vendu à Marguerite la Garrigue, veuve de Jean Dupont, propriétaire du domaine du Grand-Pérou. Il recommence bientôt à intriguer en se faisant passer pour sorcier, ce qui conduira Félicité de Lespinay – dite comtesse de Cocagne – à solliciter l’aide de ses prétendus pouvoirs surnaturels afin de l’aider à épouser le fils de sa propriétaire, Charles Dupont (dit le marquis du Grand-Pérou), cela en l’envoûtant et en faisant mourir sa maîtresse, Marguerite La Garrigue. Blessebois satisfait Félicité de Lespinay à l’aide de plusieurs mises en scène et en simulant l’apparition d’un zombie. La mystification prendra de l’envergure lorsque le frère de Charles Dupont aura, à son tour, recours à Blessebois pour duper Félicité de Lespinay. Le bruit donné dans l’île à ces mystérieuses apparitions finira lorsque la justice finira par en avoir vent.
Blessebois est décrété de prise de corps et emprisonné. Le 3 avril 1690, il est « condamné à faire amende honorable, nud en chemise, la torche au poing devant l’église de Nostre-Dame du Mont-Carmel et devant la porte du Palais, demandant pardon à Dieu, au Roy et à Justice, sous peine d’estre pendu et estranglé en cas de récidive ». Enfin, le 4 février 1697, paraît son roman Le Zombi du Grand Pérou, où Blessebois relate toute cette aventure.
Une dernière et non moins importante controverse agitant la réception de l’œuvre de Blessebois tourne autour du lieu de publication du Zombi du grand Pérou. Car nul ne sait au juste si Blessebois est revenu en France ou s’il a fini sa vie à la Guadeloupe. Certains érudits affirment que l'œuvre a été imprimée à Rouen tandis que d’autres assurent que tout, dans la disposition de l’ouvrage, diffère de la forme ordinairement pratiquée par les imprimeurs rouennais. Auquel cas Le Zombi du Grand Pérou, qui comporte grand nombre de mots de créole, aurait été imprimé aux Antilles, ce qui en ferait le « premier roman de la littérature francophone » selon Guillaume Apollinaire, dans Les Diables amoureux. 

## Œuvres avérées
- Aventures du Parc d’Alençon, 1668
- Les Palmes du Fils de l’homme, 1675
- Les Soupirs de Sifroi ou l’innocence reconnue, 1675
- Le Rut ou la pudeur éteinte, 1676
- Marthe le Hayer, ou Mademoiselle de Sçay, 1676
- L’Eugénie, 1676
- Le Bretteur, 1676
- Filon réduit à mettre à cinq contre un, 1676
- La Bibliothèque de l’Arétin, 1676
- Le Lion d’Angélie, 1676
- La Corneille mademoiselle de Sçay, 1678
- Le Zombi du Grand Pérou, ou La comtesse de Cocagne, 1697